# یواس‌اس برایت (دی‌ئی-۷۴۷)
یواس‌اس برایت (دی‌ئی-۷۴۷) (به انگلیسی: USS Bright (DE-747)) یک کشتی بود که طول آن ۳۰۶ فوت (۹۳ متر) بود. این کشتی در سال ۱۹۴۳ ساخته شد.